# 書史会要

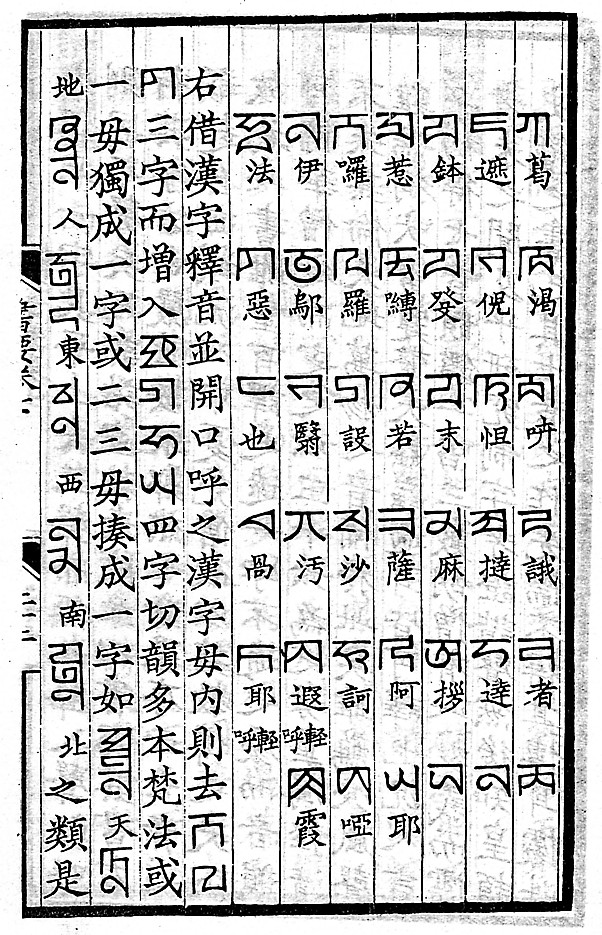
『書史会要』巻7のパスパ文字

『書史会要』（しょしかいよう）は、明初に陶宗儀により記された書家の伝記。全9巻からなり、上古から元末に至る書家について記す。

## 成立
『書史会要』は洪武9年（1376年）に出版された。
のちに、明の書家について記した『書史会要続編』1巻が朱謀垔（しゅ ぼういん）によって書かれた。朱謀垔はまた『書史会要』にならって画家の伝記である『画史会要』という書物を著した。

## 構成・内容
原刻本には宋濂序・曹睿序および自序、孫作による陶宗儀の伝記、鄭真による跋が附属している。
9巻のうち最終巻以外の8巻は三皇五帝から元代までの書家400人以上についておおむね時代順に記している。正史に載らないような無名の人物が多く、この書によらねば伝記を得ることのできない人物も多い。
巻7のパスパ文字に関する記述は重要な資料である。また、巻8の「外域」では天竺（ランツァ文字）・畏吾児（ウイグル文字）・回回（アラビア文字）・日本などの漢字以外の文字について記している。日本の仮名を漢字でつけた音とともに記しているが、これは外国人が日本語を記した資料としては『鶴林玉露』とならんで時代の早いもののひとつで、日本語学上重視される。
巻9ではさまざまな書法について記す。
- 巻1 三皇五帝から秦まで
- 巻2 漢・三国
- 巻3 晋
- 巻4 南北朝・隋
- 巻5 唐・五代
- 巻6 宋
- 巻7 元
- 巻8 遼・金・外域
- 巻9 書法
- 補遺

## 版本
1376年の原刻本が少数現存する（中国国家図書館、台北の国家図書館、南京図書館など）。
1929年に原刻本を影印した武進陶氏逸園本が出版された。1984年の上海書店本は武進陶氏逸園本の再刊である。
『四庫全書』に収められた版は漢字以外の文字が省略されている。